# Mai Bắc Thái
Mai Bắc Thái (danh pháp: Sinocalamus bacthaiensis) là một loài thực vật có hoa trong họ Hòa thảo. Loài này được T.Q.Nguyen mô tả khoa học đầu tiên năm 1990.